# Bitter Blood
Bitter Blood (ビター・ブラッド Bitā Buraddo?, lit. Sangre amarga) es una serie de televisión japonesa emitida por Fuji Television desde el 15 de abril hasta el 24 de junio de 2014, protagonizada por Takeru Satō y Atsuro Watabe.

## Argumento
Natsuki Sawara es un detective novato asignado a la estación de policía de Ginza, donde se encuentra asociado con su padre separado Akimura Shimao. Natsuki es un tipo emocional cariñoso, que trata de hacer lo correcto, mientras que su padre (conocido como Gentle-san porque siempre está bebiendo café Gentle) no es partidario de su trabajo y se centra principalmente en la moda. Los dos son tipos de personajes generalmente opuestos, y para aumentar la fricción, Natsuki sostiene que su padre, Akimua, abandonó a su familia (incluida su hermana, Sahara) cuando eran jóvenes contra ellos, trabajan bien juntos en casos, resolviendo con éxito número de crímenes. El equipo incluye a la experta en judo Hitomi Maeda, que atrae a Natsuki, pero pronto descubre que, de hecho, se siente atraída por su padre, quien no se da cuenta de esto.
Maeda también está conectada a Akiumura con su padre. Su padre y Akimura estaban trabajando juntos, cuando fue asesinado por un misterioso asesino en serie, que mata a personas mientras escuchaba ópera. El asesino en serie reaparece, y los tres intentan arrestarlo.
Los tres trabajan juntos en el equipo de investigación en la estación de policía de Ginza, con un equipo ligeramente inusual, que incluye a Hisashi Koga "el soltero", Toshifumi Inaki el "cazador" y su jefe, Kaoru Togashi.

## Elenco
- Takeru Satō como Natsuki Sahara
- Atsuro Watabe como Akimura Shimao
- Shiori Kutsuna como Hitomi Maeda
- Mitsuru Fukikoshi como Toshifumi Inaki
- Tetsushi Tanaka como Hisashi Koga
- Sarutoki Minagawa como  Kaoru Togashi
- Keiji Kuroki como Kōiji Takano
- Katsumi Takahashi como Kensuke Kagiyama
- Suzu Hirose como Shinobu Sahara
- Reiko Kusamura como Machi Yamamura
- Mitsuhiro Oikawa como Takehisa Kaizuka